# ماتئوس اورهایه‌تسی
ماتئوس اورهایتسی (ارمنی: Մատթեոս Ուռհայեցի؛ نیمه دوم سده ۱۱ میلادی – ۱۱۴۴) رویداد نگار، تاریخ‌نگار، و نویسنده سده ۱۲ میلادی اهل ارمنستان بود.